# Канјон Дејс (Аризона)
Канјон Дејс (енгл. Canyon Day) насељено је место без административног статуса у америчкој савезној држави Аризона.

## Демографија
По попису из 2010. године број становника је 1.209, што је 117 (10,7%) становника више него 2000. године.
| Група             | 2000.     | 2010.     |
| Белци             | 11 (1,0%) | 1 (0,1%)  |
| Афроамериканци    | 0 (0,0%)  | 0 (0,0%)  |
| Азијати           | 0 (0,0%)  | 0 (0,0%)  |
| Хиспаноамериканци | 7 (0,6%)  | 15 (1,2%) |
| Укупно            | 1.092     | 1.209     |